# إدارة زو
إدارة زو هي إحدى إدارات بنين الإثني عشر، وعاصمتها هي أبوميه. سميت على اسم نهر زو الذي يعبر الإدارة قبل أن يصب في المحيط الأطلسي. استقطعت إدارة كولاينيس من الجزء الشمالي من الإدارة في عام 1999.

## الجغرافيا
تقع إدارة زو في جنوب بنين وتبلغ مساحتها 5234 كيلومتر مربع، وتحدها إدارة كولاينيس من الشمال وإدارة بليتيو من الشرق وإدارتي أويميه وأتلانتيك من الجنوب وإدارة كوفو من الجنوب الغربي وتوغو من الغرب. أرض الإدارة هضبية يتراوح ارتفاعها بين 20 إلى 200 متر (66 إلى 656 قدمًا) فوق مستوى سطح البحر، ويتخلل تلك الهضاب نهري زو وكاوفو. تتلقى متوسط هطول أمطار السنوي فيها يبلغ حوالي 1,200 مـم (47 بوصة)، تستقبلها في موسمين من الأمطار من مارس إلى يوليو ومن سبتمبر إلى نوفمبر.

## السكان
| التعداد الديني      | التعداد الديني      | التعداد الديني | التعداد الديني | التعداد الديني |
| ------------------- | ------------------- | -------------- | -------------- | -------------- |
|                     |                     |                |                |                |
| الإسلام             | الإسلام             |                | 3.5%           | 3.5%           |
| ميثودية             | ميثودية             |                | 3.1%           | 3.1%           |
| فودو                | فودو                |                | 20.1%          | 20.1%          |
| كاثوليك             | كاثوليك             |                | 26.5%          | 26.5%          |
| مذهب مسيحي آخر      | مذهب مسيحي آخر      |                | 22.3%          | 22.3%          |
| ديانات تقليدية أخرى | ديانات تقليدية أخرى |                | 1.9%           | 1.9%           |
| أخرى                | أخرى                |                | 10.4%          | 10.4%          |

بلغ إجمالي عدد سكان المقاطعة 851,580 نسمة (منهم 407,030 ذكر و444,550 أنثى) في عام 2013. بلغت نسبة سكان الريف 67.00٪، ونسبة سكان الحضر 33.00٪. بلغ عدد السكان الأجانب 4615 نسمة ويمثلون 0.50٪ من إجمالي عدد السكان في الإدارة. وبلغ عدد الأسر في الدائرة 178,698 أسرة ومتوسط حجم الأسرة 4.8، وبلغ معدل النمو السكاني 3.20٪.
متوسط سن النساء عند الزواج 21 عامًا ومتوسط سن الإنجاب 28.6. ولغ إجمالي القوى العاملة في الإدارة 275,249، منهم 50.10٪ من النساء. وبلغت نسبة الأسر التي ليس لديها مستوى تعليمي 60.70٪ ونسبة الأسر التي أطفالها يذهبون إلى المدرسة 72.90٪. بلغ معدل المواليد الخام 37.8 والمعدل العام للخصوبة 158.50 ومعدل التكاثر الإجمالي 2.50.
غالبية السكان هم شعب الفون، الذين يشكلون 91٪ من السكان، يليهم شعب أجا 4٪ ويوروبا بنسبة 3٪ من السكان.

### النمو السكاني
| عام        | تعداد السكان |
| ---------- | ------------ |
| تعداد 1979 | 353.358      |
| تعداد 1992 | 478.714      |
| تعداد 2002 | 599.954      |
| تعداد 2013 | 851.580      |

## التقسيمات الإدارية

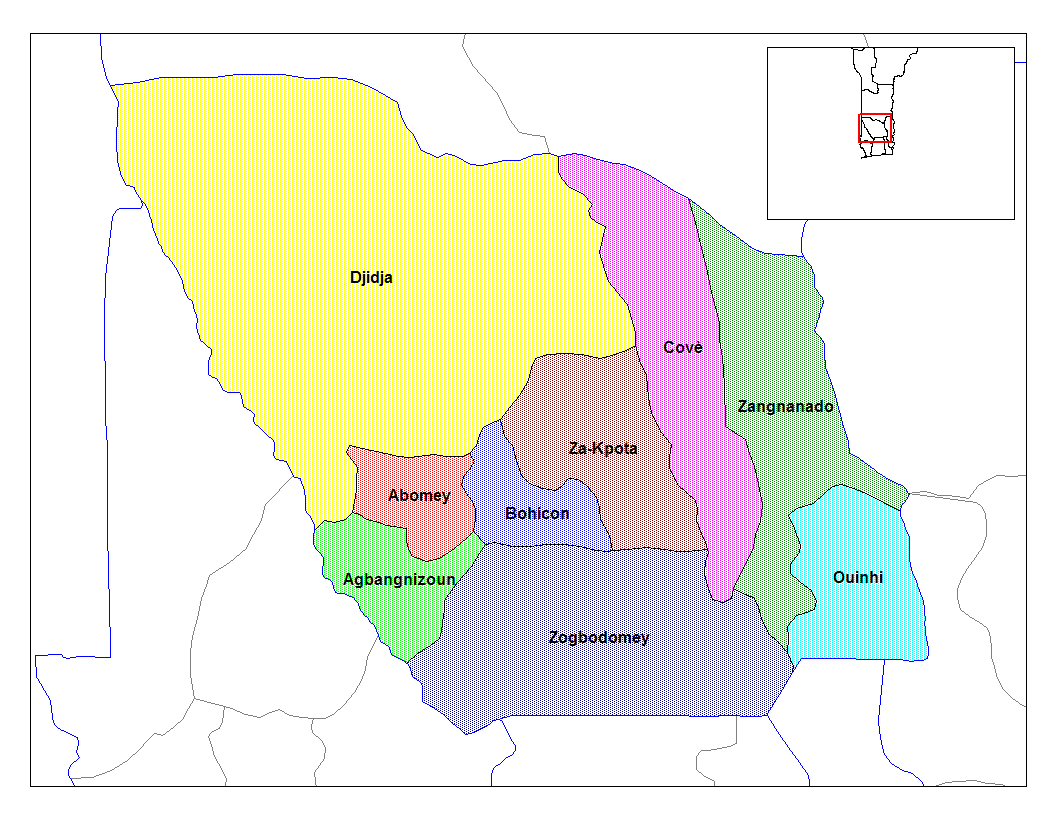
بلديات زو

تنقسم الإدارة إلى تسع بلديات، كل واحدة سميت على مقر البلدية التي تكون أكبر مدينة فيها: أبومي وأغبانغنيزون وبوهيكون وكوفيه وجيدجا وأوينهي وزا كبوتا وزانغنانادو وزوغبودومي، تنقسم بدورها إلى 70 دائرة تضم قرى وأحياء. لدى البلديات والمجالس البلدية ممثلون منتخبون يديرون البلديات، أجريت الانتخابات الأخيرة لهذه المجالس في مايو 2020، أثناء جائحة فيروس كورونا.
| الكوميون    | المركز      | المساحة  | السكان (إحصاء 2013) | التقسيمات                  |
| ----------- | ----------- | -------- | ------------------- | -------------------------- |
| أبوميه      | أبوميه      | 142 كم²  | 92266 نسمة          | 7 دوائر،                   |
| زانغنانادو  | زانغنانادو  | 290 كم²  | 55061 نسمة          | 6 دائرة، 27 قرية، 7 أحياء  |
| جيدجا       | جيدجا       | 2184 كم² | 123542 نسمة         | 12 دائرة، 64 قرية، 11 حي   |
| كوفيه       | كوفيه       | 525 كم²  | 51247 نسمة          | 7 دوائر، 36 ربع (قرية)     |
| بوهيكون     | بوهيكون     | 139 كم²  | 171781 نسمة         | 10 دوائر                   |
| أغبانغنيزون | أغبانغنيزون | 244 كم²  | 72549 نسمة          | 10 دوائر، 45 قرية، 7 أحياء |
| زا كبوتا    | زا كبوتا    | 600 كم²  | 132،818 نسمة        | 8 دوائر، 56 قرية           |
| أوينهي      | أوينهي      | 483 كم²  | 59381 نسمة          | 4 دوائر، 28 قرية           |
| زوغبودومي   | زوغبودومي   | 600 كم²  | 92935 نسمة          | 11 منطقة، 59 قرية، 6 أحياء |